# Chiesa di Saint-Jean de Montierneuf
La chiesa di Saint-Jean de Montierneuf è una chiesa cattolica di Poitiers, nel dipartimento della Vienne. Si tratta della chiesa abbaziale di un'abbazia benedettina oggi scomparsa.